# Rudolf Birkemeyer
Rudolf Birkemeyer (* 22. Februar 1904 in Köln; † 10. September 1991 in Lübeck) war ein deutscher Schauspieler.

## Leben
Als Sohn eines Postassistenten geboren, studierte Birkemeyer Rechtswissenschaften in Heidelberg und Münster. Nachdem er zuerst Fuchs der Freien Burschenschaft Arminia Heidelberg gewesen war, wurde er 1923 Mitglied der Burschenschaft Allemannia Heidelberg, aus der er 1939 wieder austrat. 1927 machte er sein Erstes Staatsexamen und wurde Referendar in Bochum. Er trat zum 1. Mai 1933 der NSDAP bei (Mitgliedsnummer 2.325.513).
Er gab die Juristerei auf und wurde Schauspieler, 1934 in Osnabrück und 1935 am Stadttheater in Aachen. Von 1936 bis 1938 war er am Nationaltheater Mannheim tätig, später beim Hessischen Landestheater Darmstadt und 1940/41 war er Mitglied der Städtischen Bühnen Düsseldorf.
Nach dem Zweiten Weltkrieg spielte er 1952 am Theater in Braunschweig. Er hatte Rollen in Spielfilmen und als Sprecher in Hörspielen.

## Filme
- 1959: Der Besuch der alten Dame
- 1960: Kirmes
- 1963: Wie es Euch gefällt
- 1969: Mord nach der Oper
- 1973: Nicht einmal das halbe Leben

## Hörspiele (Auswahl)
In der ARD-Hörspieldatenbank sind 39 Hörspiele mit seiner Mitwirkung vorhanden, darunter:
- 1954: Charles Parr: Der merkwürdige Fall Adolf Beck (Mr. Gill) – Regie: Franz Zimmermann
- 1956 und 1962: Edgar Allan Poe: Der Doppelmord in der Rue Morgue – Regie: Raoul Wolfgang Schnell
- 1956: John P. Wynn: Anwalt Gordon Grantley plaudert aus seiner Praxis (3. Folge: Ein Verbrechen – eine Strafe) (Hulton, George William) – Regie: Kurt Meister
- 1957: Graham Greene: Das Attentat – Regie: Ludwig Cremer
- 1957: Gerhard F. Hering: Fontane auf Brautschau – Regie: Gerhard F. Hering
- 1957: Lutz Neuhaus: Es geschah in ... Italien: Adonius kehrt heim (Rostalli, Kaufmann) – Regie: Friedhelm Ortmann
- 1958: Charles de Coster: Das flämische Freiheitslied. Die Geschichte Till Eulenspiegels und Lamme Goedzaks (3. und 4. Teil) – Regie: Ludwig Cremer
- 1958: Boris Leonidowitsch Pasternak: Doktor Schiwago (6. Teil: Die Stadt und die Zeit) (Mischa Gordon) – Regie: Otto Kurth
- 1958: Herbert Hennies: Der weite Weg (2 Teile) (Sam) – Regie: Fritz Peter Vary
- 1958: Karl May: Old Surehand (6., 7., 9. und 10. Teil) (Matto Schahko, Häuptling Sieben Bären) – Regie: Kurt Meister
- 1959: Walter Braunfels: Das Spiel von der Auferstehung des Herrn – Regie: Eduard Hermann
- 1961: Fabio della Seta: Ein arrivierter Mann (Geschäftsreisender) – Regie: Theodor Steiner